# Johann Jochim Diedrich Stiehl

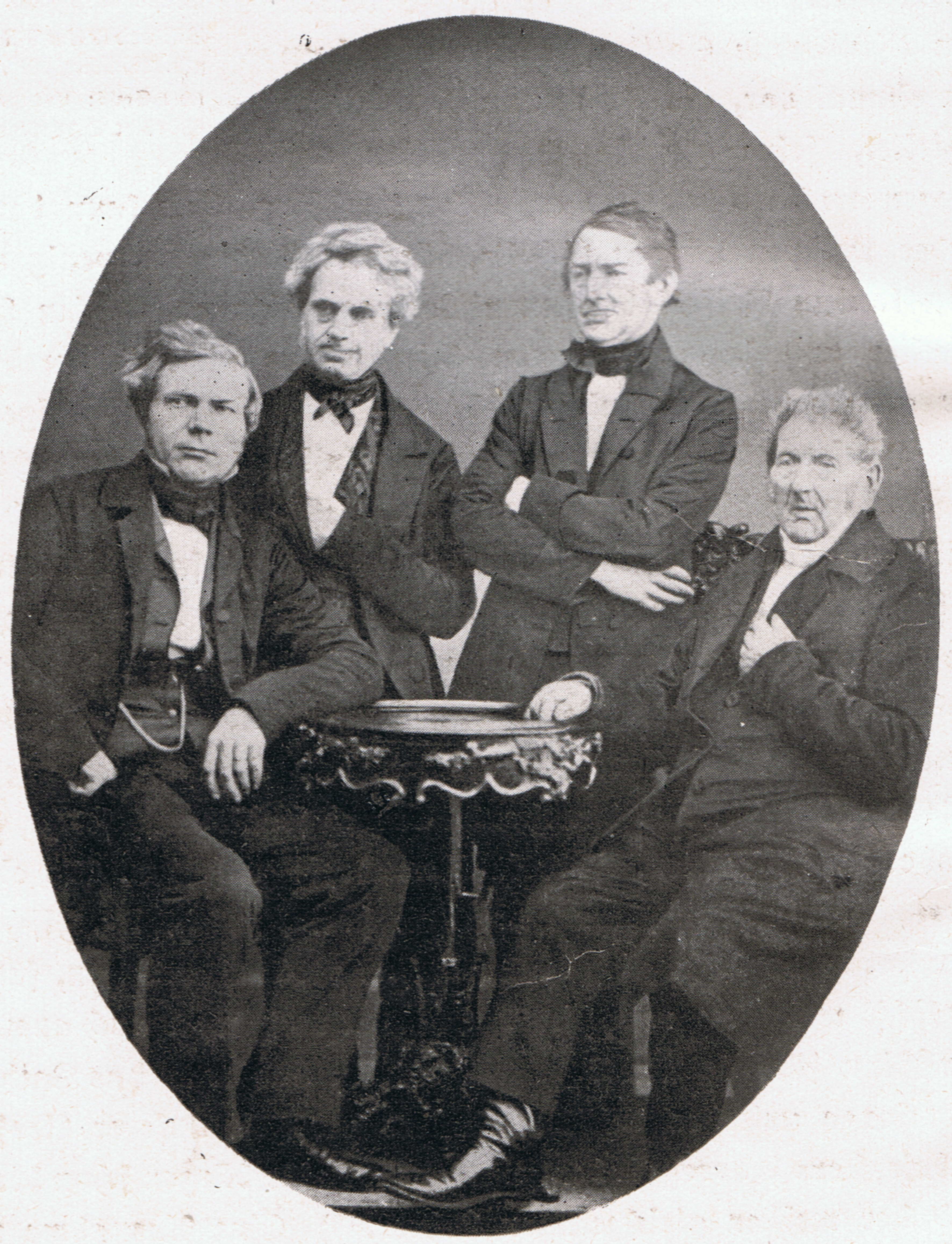
Johann Jochim Diedrich Stiehl (2. von rechts) 1848 mit den Lübecker Organisten Hermann Jimmerthal (1809–1886), Johann Daniel Zacharias Burjam (1802–1879) und Joachim Christoph Mandischer (1774–1860)

Johann Jochim Diedrich Stiehl, auch: Johann Joachim Dietrich Stiehl (* 9. Juli 1800 in Lübeck; † 27. Juni 1872 ebenda) war ein deutscher Organist und Komponist.

## Leben
Johann Jochim Diedrich Stiehl war ein Sohn des Musicus Johann Carl Stiehl (1768–1839) und Schüler von Matthias Andreas Bauck, der seinerseits Schüler von Johann Wilhelm Cornelius von Königslöw gewesen war. Von 1819 bis 1837 war er als Klarinettist Mitglied des Lübecker Theater- und Konzertorchesters sowie als privater Musiklehrer tätig. Seit 1834 Assistent von Bauck, wählten ihn die Vorsteher nach dessen Tod 1835 zu seinem Nachfolger als Organist und Werkmeister der Jakobikirche.
Er komponierte Werke für Klavier sowie für Klarinette.
Seit dem 2. August 1825 war er verheiratet mit Maria Christina, geb. Achenbach. Von den vier Söhnen des Paares wurde Carl (1826–1911) Musikpädagoge, Musikwissenschaftler, Dirigent und Musikbibliothekar und Heinrich (1829–1886) Komponist, Organist und Dirigent. Gustav Adolph († 1901) wurde Bäckermeister in Lübeck.
Sein Nachfolger als Organist an St. Jakobi wurde Emanuel Kemper. Von 1802 bis zum Amtsantritt von Hugo Distler 1931 gab es so nur drei Organisten an der Jakobikirche.
Stiehls Klarinette und seine Querflöte sind seit 1892 Bestandteil der Instrumenten-Sammlung der Lübecker Museen.

## Werke
- Trio op. 2 Hamburg: Cranz
- Duo pour deux Clarinetts. Autograph, Stadtbibliothek Lübeck, Mus M 12 (Digitalisat)
- Siegesmarsch beim Einzug der K.K österreichischen und königlich preuss. Truppen in Schleswig komponirt und seinem Sohn Wilhelm zu seinem Geburtstage , d. 17 Febr. 1864 gewidmet von seinem Vater. Autograph, Stadtbibliothek Lübeck, Mus F 113 (Digitalisat)
- Vorspiel und Choral zu "Herr Gott, dich loben wir" für 2 Trompeten, Posaune, 2 Klarinetten, Pauke und 2 Orgeln. Autograph, Stadtbibliothek Lübeck, Mus (Digitalisat)
- Vorspiel von "Ein feste Burg ist unser Gott": [für zwei Klarinetten, Baßposaune, zwei Trompeten, Pauken und Orgel]. Vermutlich Autograph, Stadtbibliothek Lübeck, Mus U 101 (Digitalisat)